# Campionato austriaco di calcio a 5 2008-2009
La Futsal Bundesliga 2008-2009, denominata Murexin Futsal Bundesliga per ragioni di sponsorizzazione, è stata la settima edizione del Campionato austriaco di calcio a 5. È iniziata il 15 novembre 2008 e si è conclusa l'11 gennaio 2009. Il torneo è stato vinto per la prima volta dagli Allstars W.N..

## Formula
La formula della competizione prevedeva una prima fase articolata in un girone unico con gare di sola andata. Il piazzamento delle squadre al termine di questa fase determinava la composizione dei due gironcini della seconda fase che avrebbero espresso, rispettivamente, la vincitrice del campionato (migliori cinque classificate) e la retrocessa nella seconda divisione (ultime cinque classificate). 

## Prima fase
| Pos. | Squadra             | Pt | G | V | N | P | GF | GS | DR  |
| ---- | ------------------- | -- | - | - | - | - | -- | -- | --- |
| 1.   | Stella Rossa Vienna | 25 | 9 | 8 | 1 | 0 | 43 | 10 | +33 |
| 2.   | Allstars W.N.       | 22 | 9 | 7 | 1 | 1 | 49 | 25 | +24 |
| 3.   | Graz                | 22 | 9 | 7 | 1 | 1 | 37 | 19 | +18 |
| 4.   | Polonia Vienna      | 17 | 9 | 5 | 2 | 2 | 49 | 32 | +17 |
| 5.   | Innsbruck           | 15 | 9 | 5 | 0 | 4 | 44 | 30 | +14 |
| 6.   | Vienna CFI          | 9  | 9 | 3 | 0 | 6 | 28 | 44 | -16 |
| 7.   | Saalfelden          | 9  | 9 | 3 | 0 | 6 | 22 | 47 | -25 |
| 8.   | PSV Leoben          | 6  | 9 | 2 | 0 | 7 | 28 | 39 | -11 |
| 9.   | Brasil Dornbirn     | 5  | 9 | 1 | 2 | 6 | 22 | 39 | -17 |
| 10.  | SV Fohnsdorf        | 1  | 9 | 0 | 1 | 8 | 22 | 59 | -37 |

## Seconda fase

### Assegnazione del titolo
| Pos. | Squadra             | Pt | G | V | N | P | GF | GS | DR  |
| ---- | ------------------- | -- | - | - | - | - | -- | -- | --- |
| 1.   | Allstars W.N.       | 20 | 4 | 3 | 0 | 1 | 25 | 13 | +12 |
| 2.   | Stella Rossa Vienna | 20 | 4 | 2 | 1 | 1 | 16 | 10 | +6  |
| 3.   | Graz                | 15 | 4 | 1 | 1 | 2 | 13 | 18 | -5  |
| 4.   | Polonia Vienna      | 14 | 4 | 1 | 2 | 1 | 15 | 19 | -4  |
| 5.   | Innsbruck           | 10 | 4 | 0 | 2 | 2 | 10 | 19 | -9  |

Nota:

* Stella Rossa Vienna: +13 punti (regola della competizione)
* Allstars W.N. e Graz: +11 punti (regola della competizione)
* Polonia Vienna: +9 punti (regola della competizione)
* Innsbruck: +8 punti (regola della competizione)

### Permanenza nella categoria
| Pos. | Squadra         | Pt | G | V | N | P | GF | GS | DR  |
| ---- | --------------- | -- | - | - | - | - | -- | -- | --- |
| 1.   | PSV Leoben      | 12 | 4 | 3 | 0 | 1 | 17 | 12 | +5  |
| 2.   | Vienna CFI      | 11 | 4 | 2 | 0 | 2 | 18 | 17 | +1  |
| 3.   | SV Fohnsdorf    | 10 | 4 | 3 | 0 | 1 | 20 | 13 | +7  |
| 4.   | Saalfelden      | 8  | 4 | 1 | 0 | 3 | 20 | 19 | +1  |
| 5.   | Brasil Dornbirn | 6  | 4 | 1 | 0 | 3 | 7  | 21 | -14 |

Nota:

* Vienna CFI e Saalfelden: +5 punti (regola della competizione)
* PSV Leoben e Brasil Dornbirn: +3 punti (regola della competizione)
* SV Fohnsdorf: +1 punto (regola della competizione)